# Мечеть Хаджи Алі
Мечеть Хаджи Алі (англ. Haji Ali Dargah, гінді हाजी अली दरगाह, урду حاجی علی درگہ) — мечеть і дарга (могила) в індійському місті Мумбаї, де похований сунітський святий Хаджи Алі. Мечеть розташована приблизно за 500 м від узбережжя на маленькому острівці. Із сушею острів з'єднує невелика дамба.
Вона була побудована в 1431 році багатим торговцем на ім'я Хаджи Алі, якого згодом визнали святим. Згідно з легендою, перед священним хаджем (подорожжю в Мекку) Хаджи Алі роздав все своє майно бідним, проте до Мекки так і не добрався і по дорозі помер. Труна з його тілом загадковим чином припливла назад у Мумбаї, і з тих пір Хаджи Алі став вважатися святим. Є й інша версія: після хаджу він продовжив мандри, здійснював чудеса і був зарахований до лику святих. Його послідовники спорудили храм на його могилі, яка і є об'єктом поклоніння.
Комплекс, в яку входить мечеть займає площу близько 4500 м², головна будівля якого — мінарет заввишки 26 метрів. На острів завжди можна було дістатися лише за допомогою човна. Але в 1944 році було прийнято рішення насипати дорогу, що веде до острова. Насипну дамбу постійно оновлюють, так як її часто змивають мусони.
Мечеті Хаджі Алі сильно шкодять солоні вітри, тому вона знаходиться під загрозою повного руйнування. Є план знесення пам'ятки і спорудження її заново з міцнішого білого мармуру.